# Siemion Timoszenko (wojskowy)

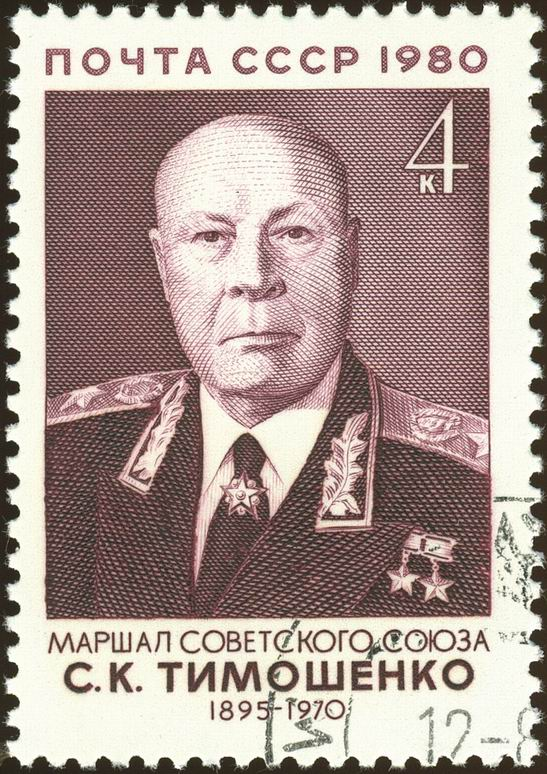
Znaczek pocztowy Poczty ZSRR upamiętniający Siemiona Timoszenkę (1980)

Siemion Konstantinowicz Timoszenko (ros. Семён Константинович Тимошенко, ukr. Семен Костянтинович Тимошенко, ur. 6 lutego?/18 lutego 1895 we wsi Orman, zm. 31 marca 1970 w Moskwie) – radziecki dowódca wojskowy i polityk narodowości ukraińskiej, dwukrotny Bohater Związku Radzieckiego (1940, 1965), członek Komitetu Centralnego WKP(b) (1939–1952), deputowany do Rady Najwyższej ZSRR, ludowy komisarz obrony ZSRR (1940–1941), przewodniczący Stawki i tytularny głównodowodzący Armii Czerwonej w 1941 roku, dowódca kilku frontów i okręgów wojskowych Armii Czerwonej.
Weteran obu wojen światowych, rosyjskiej wojny domowej, wojny polsko-bolszewickiej i wojny zimowej, w której pełnił rolę naczelnego dowódcy.

## Życiorys
Urodził się w rodzinie ukraińskich chłopów w Besarabii w pobliżu granicy z Rumunią. Ukończył tylko cztery klasy wiejskiej szkoły. W grudniu 1914 został powołany do armii rosyjskiej i walczył w kawalerii w I wojnie światowej. Awansował do stopnia chorążego. W 1918 wstąpił do Armii Czerwonej. Walczył w wojnie domowej dowodząc plutonem, szwadronem, a w końcu 1 Krymskim Pułkiem Rewolucyjnym, z którym w sierpniu 1918 brał udział w obronie Carycyna, gdzie poznał Stalina i Klimienta Woroszyłowa. Od listopada dowodził brygadą kawalerii. W 1919 wstąpił do RKP(b). W wojnie polsko-bolszewickiej dowodził 6 Dywizją Kawalerii (listopad 1919 – sierpień 1920), następnie 4 Dywizją Kawalerii, wchodzącymi w skład 1 Armii Konnej Budionnego. Na czele 4 Dywizji Kawalerii przebił się nocą 30/31 sierpnia 1920 roku z okrążenia podczas bitwy pod Komarowem. Był kilkakrotnie raniony. W 1922 ukończył Akademię Wojskową Armii Czerwonej.
Po zakończeniu wojny ukończył wyższe kursy wojskowe w 1922, 1927 i 1930. Dowodził 3. Korpusem kawalerii, a następnie 6. Korpusem Kawalerii. W 1933 został zastępcą dowódcy Białoruskiego Okręgu Wojskowego, a w 1935 – Kijowskiego Okręgu Wojskowego. Od czerwca 1937 dowodził Północno-Kaukaskim Okręgiem Wojskowym, od września 1937 Charkowskim Okręgiem Wojskowym, a od lutego 1938 – Kijowskim Specjalnym Okręgiem Wojskowym.
We wrześniu 1939, w stopniu komandarma był dowódcą Frontu Ukraińskiego uczestniczącego w agresji na Polskę. W tym czasie wydał prowokacyjną odezwę skierowaną do żołnierzy Wojska Polskiego, która w treści zawierała kłamliwe wiadomości (o tym, że oficerowie polscy prowadzą żołnierzy na rzeź i nienawidzą ich oraz że rozstrzelali delegatów posłanych z propozycją kapitulacji), informacje o rzekomej zdradzie dokonanej przez polskich oficerów oraz wzywała do użycia przemocy ze strony żołnierzy polskich wobec oficerów polskich. Podpisał też odezwę do ukraińskich chłopów aby ruszyli bić polskich panów. Objął również dowództwo nad wojskami w czasie drugiego etapu wojny radziecko-fińskiej, od 7 stycznia 1940. Za dowodzenie w tej wojnie 21 marca 1940 przyznano mu tytuł Bohatera Związku Radzieckiego.
7 maja 1940 mianowano go marszałkiem Związku Radzieckiego. Od maja 1940 do lipca 1941 był ludowym komisarzem obrony ZSRR, po Woroszyłowie.
W lipcu 1940 lwowski ZWZ przeprowadził nieudany zamach na jego życie podczas pokazu filmowego na ulicy Kleparowskiej we Lwowie. Zginęły 3 osoby, 27 zostało rannych, głównie sowieckich wojskowych.
W czerwcu 1941, po agresji niemieckiej, stał się z racji stanowiska komisarza przewodniczącym Stawki i tytularnym Naczelnym Wodzem Armii Czerwonej. W związku z niepowodzeniami zreorganizowano Stawkę, w której przewodnictwo objął osobiście Józef Stalin. Na początku lipca 1941 z rozkazu Stalina Timoszenko wyruszył dowodzić wojskami Frontu Zachodniego oraz pięcioma armiami rezerwowymi. Dowodzeni przez niego żołnierze nie powstrzymali uderzenia niemieckiego. 30 września 1941 objął dowództwo Frontu Południowo-Zachodniego. W kwietniu 1942 w czasie ofensywy w kierunku Charkowa poniósł klęskę i stracił 250 tys. żołnierzy. Doprowadziło to u Stalina do utraty zaufania do umiejętności Timoszenki. W lipcu na krótko objął dowództwo Frontu Stalingradzkiego, ale już 23 lipca Stalin odwołał go do Moskwy. Od października 1942 do marca 1943 dowodził Frontem Północno-Zachodnim, jednak nie zdołał pokonać wojsk niemieckich w rejonie Leningradu.
Brak sukcesów jego wojsk przesądził o przeniesieniu go jako przedstawiciela Kwatery Głównej Naczelnego Dowództwa do zajęć koordynowania działań frontów. Między innymi, od sierpnia 1944 do końca wojny koordynował działania sztabów 2., 3. i 4. Frontu Ukraińskiego, jednak ta funkcja nie miała tak dużego znaczenia jak w początkach wojny i był to pozorny awans.
Po wojnie dowodził kolejno kilkoma okręgami wojskowymi (1945–1946 – Baranowickim, 1946–1949 – Południowouralskim, 1949–1960 – Białoruskim Okręgiem Wojskowym). Po śmierci Stalina stopniowo tracił swoje wpływy. Od 1960 był w grupie generalnych inspektorów Ministerstwa Obrony ZSRR. 18 lutego 1965, w 70. urodziny przyznano mu drugi tytuł Bohatera Związku Radzieckiego za zasługi dla sił zbrojnych. Zmarł 31 marca 1970; pochowany przy ścianie kremlowskiej na Placu Czerwonym w Moskwie.
Był deputowanym do Rady Najwyższej ZSRR od 1. do 7. kadencji, w latach 1939–1952 był członkiem Komitetu Centralnego WKP(b).

## W literaturze
Timoszenko przedstawiony został w jednym z cyklu opowiadań Isaaka Babla „Armia konna” pod postacią Pawliczenki, dowódcy VI Dywizji Kawalerii, która rozwiązana została jesienią 1920 za bandytyzm i pogromy.

## Ordery i odznaczenia
- Medal Złota Gwiazda Bohatera Związku Radzieckiego – dwukrotnie (1940, 1965)
- Order „Zwycięstwo” (1945)
- Order Lenina – pięciokrotnie (1938, 1940, 1945[5], 1955, 1970)
- Order Rewolucji Październikowej (1968)
- Order Czerwonego Sztandaru – pięciokrotnie (1920, 1921, 1930, 1945[5], 1947)
- Order Suworowa I klasy – trzykrotnie (1943, 1944, 1945[5])
- Medal „Za zwycięstwo nad Niemcami w Wielkiej Wojnie Ojczyźnianej 1941–1945”
- Medal jubileuszowy „Dwudziestolecia zwycięstwa w Wielkiej Wojnie Ojczyźnianej 1941–1945”
- Medal jubileuszowy „XX lat Robotniczo-Chłopskiej Armii Czerwonej”
- Medal jubileuszowy „30 lat Armii Radzieckiej i Floty”
- Medal jubileuszowy „40 lat Sił Zbrojnych ZSRR”
- Medal jubileuszowy „50 lat Sił Zbrojnych ZSRR”
- Krzyż św. Jerzego – 3 stopnie (Imperium Rosyjskie)
- Czechosłowacki Wojskowy Order Lwa Białego „Za zwycięstwo” I Klasy (CSSR)
- Złota Gwiazda Partyzancka (Jugosławia)
- Order Tudora Władimirescu I klasy (Rumunia)